# 2022年3月肇庆市2019冠状病毒病聚集性疫情
2022年3月肇庆市2019冠状病毒病聚集性疫情是指自2022年3月27日起在中华人民共和国广东省肇庆市爆发的2019冠状病毒病聚集性疫情。

## 背景
- 肇庆本轮疫情是2022年3月下旬珠江流域最流行的疫情。该疫情分两条传播链，其中金利镇传播链（又称“3月27日金利镇本地传播链”和“金利镇第一传播链”）涉及到19名新冠肺炎核酸阳性人员（8名确诊、11名无症状），越南输入疫情传播链（又称“4月1日越南输入传播链”和“金利镇第二传播链”）涉及到10名新冠肺炎核酸阳性人员（均为无症状）。

## 疫情时间轴

### 3月27日

#### 当日最早两位阳性患者（本土确诊病例）情况
- 3月27日，广东省肇庆市高要区在主动就诊和主动检测人员中检出2名新冠肺炎确诊病例[註 1]，立即开展流行病学调查、重点人员排查管控、场所封控等工作。3月28日，这2名病例已闭环转运至定点医院隔离诊治，排查到的密切接触者均已落实管控，对涉及的重点场所已严格落实管控并进行终末消毒，流调溯源、区域管控、核酸检测等相关处置工作正在有序开展[1]。

#### 当日全部疫情情况
- 3月28日，中华人民共和国国家卫生健康委员会、广东省卫生健康委员会、肇庆市卫生健康局相继发布通报，3月27日0时至24时，肇庆市新增2例本土确诊病例和5例本土无症状感染者[2][3][4]。

### 3月28日
- 3月29日，中华人民共和国国家卫生健康委员会、广东省卫生健康委员会、肇庆市卫生健康局相继发布通报，3月28日0时至24时，肇庆市新增3例本土确诊病例[5][6][註 2]，均在高要区金利镇，并已全程闭环转运至定点医院隔离治疗，情况稳定。上述确诊病例在管控区筛查、集中隔离中发现，所有确诊病例的工作地、居住地已实施管控，涉及活动场所均已进行环境核酸采样和终末消毒[7]。

### 3月29日
- 3月29日0时至12时，肇庆市新增3例本土无症状感染者，均在高要区金利镇，并已闭环转运至定点医院隔离诊治。上述无症状感染者在管控区和防范区筛查发现，相关工作地、居住地已实施管控，涉及活动场所均已进行环境核酸采样和终末消毒[8]。
- 3月30日，中华人民共和国国家卫生健康委员会、广东省卫生健康委员会、肇庆市卫生健康局相继发布通报，3月29日0时至24时，肇庆市新增4例本土无症状感染者[9][10][11]，均在高要区金利镇，并已全程闭环转运至定点医院隔离治疗。上述无症状感染者在管控区筛查、防范区筛查和集中隔离中发现，相关工作地、居住地已实施管控，涉及活动场所均已进行环境核酸采样和终末消毒。

### 3月30日
- 3月31日，中华人民共和国国家卫生健康委员会、广东省卫生健康委员会相继发布通报，3月30日0时至24时，肇庆市无新增任何本土确诊病例和本土无症状感染者[12][13]。

### 3月31日
- 4月1日，中华人民共和国国家卫生健康委员会、广东省卫生健康委员会、肇庆市卫生健康局相继发布通报，3月31日0时至24时，肇庆市新增1例本土确诊病例[註 3]和1例本土无症状感染者[14][15][16]，均在高要区金利镇，并已全程闭环转运至定点医院隔离治疗，情况稳定。上述阳性人员在金利镇区域筛查和密接筛查中发现，相关工作地、居住地已实施管控，涉及活动场所均已进行环境核酸采样和终末消毒。

### 4月1日
- 4月1日0时至12时，肇庆市新增2例本土无症状感染者，均在高要区金利镇，并已全程闭环转运至定点医院隔离治疗，情况稳定。上述无症状感染者在金利镇区域筛查和密接筛查中发现，相关工作地、居住地已实施管控，涉及活动场所均已进行环境核酸采样和终末消毒[17]。
- 4月2日，中华人民共和国国家卫生健康委员会、广东省卫生健康委员会、肇庆市卫生健康局相继发布通报，4月1日0时至24时，肇庆市高要区金利镇新增12例本土无症状感染者（2名本土无症状感染者（在3月27日金利镇本地传播链上）和10名越南输入关联本土无症状感染者）[18][19][20]。

### 4月2日
- 4月3日，中华人民共和国国家卫生健康委员会、广东省卫生健康委员会、肇庆市卫生健康局相继发布通报，4月2日0时至24时，肇庆市高要区金利镇新增1例本土确诊病例[註 4]，为4月1日报告的本土无症状感染者转归[21][22][23]。

### 4月3日
- 4月4日，中华人民共和国国家卫生健康委员会、广东省卫生健康委员会、肇庆市卫生健康局相继发布通报，4月3日0时至24时，肇庆市高要区金利镇新增1例本土无症状感染者[24][25][26]。这名无症状感染者在当日0时至12时之间产生[27]。

### 4月4日
- 4月5日，中华人民共和国国家卫生健康委员会、广东省卫生健康委员会相继发布通报，4月4日0时至24时，肇庆市无新增任何本土确诊病例和本土无症状感染者[28][29]。

### 4月5日
- 4月6日，中华人民共和国国家卫生健康委员会、广东省卫生健康委员会、肇庆市卫生健康局相继发布通报，4月5日0时至24时，肇庆市高要区金利镇新增1例本土确诊病例[註 5]，为4月3日报告的本土无症状感染者转归[30][31][32]。

### 4月6日至12日
- 4月7日至13日，中华人民共和国国家卫生健康委员会、广东省卫生健康委员会相继发布通报，4月6日0时至4月12日24时，肇庆市无新增任何本土确诊病例和本土无症状感染者[33][34][35][36][37][38][39][40][41][42][43][44]。

### 各关联病例情况简表
| #                                                                                            | 性别 | 年龄 | 报告日期 | 其他资料 | 报告地 |
| -------------------------------------------------------------------------------------------- | ---- | ---- | -------- | --- | ------ |
| 1                                                                                            | 男   | 24   | 3月27日  | 姓名为何某某，是金利镇罗客村广众五金厂员工，现住高要区金利镇永前大街四巷东俊塑料五金厂对面出租屋，在主动就诊中发现，是本土确诊病例 | 肇庆市 |
| 2                                                                                            | 女   | 24   | 3月27日  | 姓名为韦某某，是金利镇罗客村广众五金厂员工，现住高要区金利镇永前大街四巷东俊塑料五金厂对面出租屋，在主动检测中发现，是本土确诊病例 | 肇庆市 |
| 3                                                                                            | 女   | 43   | 3月27日  | 现住高要区金利镇聚隆公寓，在密接筛查中发现，是本土无症状感染者 | 肇庆市 |
| 4                                                                                            | 男   | 45   | 3月27日  | 现住高要区金利镇聚隆公寓，在密接筛查中发现，是本土无症状感染者 | 肇庆市 |
| 5                                                                                            | 男   | 43   | 3月27日  | 现住高要区金利镇超群公寓，在密接筛查中发现，是本土无症状感染者 | 肇庆市 |
| 6                                                                                            | 女   | 43   | 3月27日  | 现住高要区金利镇超群公寓，在密接筛查中发现，是本土无症状感染者 | 肇庆市 |
| 7                                                                                            | 男   | 41   | 3月27日  | 现住高要区金利镇超群公寓，在密接筛查中发现，是本土无症状感染者 | 肇庆市 |
| 8                                                                                            | 男   | 39   | 3月28日  | 住宿和工作地点均为高要区金利镇罗客村发达喷粉厂，在管控区筛查中发现，是本土确诊病例 | 肇庆市 |
| 9                                                                                            | 女   | 40   | 3月28日  | 住宿和工作地点均为高要区金利镇罗客村发达喷粉厂，在管控区筛查中发现，是本土确诊病例 | 肇庆市 |
| 10                                                                                           | 女   | 49   | 3月28日  | 住宿和工作地点均为高要区金利镇竹洞窦鸿秋五金加工厂，在集中隔离中发现，是本土确诊病例 | 肇庆市 |
| 11                                                                                           | 男   | 48   | 3月29日  | 住宿和工作地点均为高要区金利镇金盛工业园信之朗五金厂，在防范区筛查中发现，是本土无症状感染者。他在当天0时至12时之间产生 | 肇庆市 |
| 12                                                                                           | 男   | 50   | 3月29日  | 住宿和工作地点均为高要区金利镇金盛工业园信之朗五金厂，在防范区筛查中发现，是本土无症状感染者。他在当天0时至12时之间产生 | 肇庆市 |
| 13                                                                                           | 女   | 48   | 3月29日  | 住宿地点为高要区金利镇永胜广场旁的舒畅公寓，工作地点为高要区金利镇新盈富利B7车间顺益厂，在管控区筛查中发现，是本土无症状感染者。她在当天0时至12时之间产生 | 肇庆市 |
| 14                                                                                           | 女   | 47   | 3月29日  | 住宿和工作地点均为高要区金利镇金盛工业园信之朗五金厂，在集中隔离中发现，是本土无症状感染者。她在当天12时至24时之间产生 | 肇庆市 |
| 15                                                                                           | 女   | 16   | 3月31日  | 居住在高要区金利镇金盛大道爱心公寓，待业人员，在区域筛查中发现，是本土确诊病例 | 肇庆市 |
| 16                                                                                           | 女   | 53   | 3月31日  | 居住在高要区金利镇金盛大道舒畅公寓，工作地点为高要区金利镇强士达金属制品有限公司，在密接筛查中发现，是本土无症状感染者 | 肇庆市 |
| 17                                                                                           | 女   | 14   | 4月1日   | 居住在高要区金利镇金盛大道爱心公寓，在区域筛查中发现，4月1日成为本土无症状感染者，4月2日由本土无症状感染者转为确诊病例。她在当天0时至12时之间产生 | 肇庆市 |
| 18                                                                                           | 女   | 49   | 4月1日   | 居住在高要区金利镇永盛广场附近的舒畅公寓，工作地点为高要区金利镇显茅村明顺五金厂，在密接筛查中发现，是本土无症状感染者。她在当天0时至12时之间产生 | 肇庆市 |
| 19-28                                                                                        | 未知 | 未知 | 4月1日   | 这10例本土无症状感染者均为越南籍，均与当天报告的另外3例越南输入确诊病例（也都是越南籍人士）有关联，都是越南输入关联本土无症状感染者。3月12日，这3名境外人员在省外边境城市入境，后乘车到达高要区金利镇。3月19日，3名境外人员连续多天与10名越南籍人员共同工作、生活。3月31日上午，上述13人被管控后转至肇庆市专用隔离场所实施隔离管理，核酸检测结果均为阳性。经综合核酸检测、流行病学调查、专家会诊和基因测序等情况，判定3名境外人员为境外输入无症状感染者，判定10名越南籍人员为境外输入关联本土无症状感染者 | 肇庆市 |
| 29                                                                                           | 女   | 34   | 4月3日   | 居住地址系高要区金利镇永盛广场附近的舒畅公寓，工作场所为高要区金利镇合顺五金厂，为此前报告阳性个案的密切接触者，自3月31日起实施集中隔离管理。3月31日、4月1日的核酸检测结果均为阴性，4月2日晚的核酸检测结果呈阳性，4月3日成为本土无症状感染者，4月5日由本土无症状感染者转为本土确诊病例。她在4月3日0时至12时之间产生 | 肇庆市 |
| 1、肇庆本轮疫情全部发生在高要区金利镇。2、肇庆本轮疫情全部只出现在肇庆市，未外溢到其他城市。 |      |      |          | |        |

### 统计图表
-{zh-cn:
;zh-tw:
}-

## 反应与影响

### 肇庆市

#### 中高风险地区划定情况
- 自3月28日起，肇庆市将高要区金利镇永利工业园内永顺路1至35号连片区域、金利镇罗客村由低风险地区调整为中风险地区[45]。
- 自4月11日起，肇庆市将高要区金利镇永利工业园内永顺路1至35号连片区域、金利镇罗客村由中风险地区调整为低风险地区[46]。

#### 封控区、管控区和防范区划定情况
- 自3月28日起，肇庆市将高要区金利镇永利工业园内永顺路1至35号楼宇及厂房、金利镇罗客村广众五金厂划为封控区，将高要区金利镇永利工业园、金利镇罗客村划为管控区，将高要区金利镇、蚬岗镇划为防范区。[1]
- 自3月31日0时起，肇庆市将高要区金利镇全域范围由防范区调整为管控区。[47]
- 自3月31日9时起，肇庆市对高要区“三区”范围进行调整，调整后范围包括：封控区：高要区金利镇永利工业园内永顺路1至35号连片区域、罗客村全域、茅湾村众盛五金厂、永盛广场金达路5号信之朗五金厂、金盛大道舒畅公寓、七甲村聚隆公寓、七甲村超群公寓、东围村竹洞窦鸿秋五金厂；管控区：金利镇全域；防范区：蚬岗镇全域。在高要区内，封控区与管控区范围重叠的，按照封控区要求进行管理；“三区”之外的其他区域，落实常态化防控措施。[48]
- 自4月6日0时起，肇庆市对高要区蚬岗镇全域解除防范区防控措施，恢复常态化管理。[49]
- 自4月7日9时起，肇庆市对高要区“三区”范围进行调整，调整后范围包括：封控区：高要区金利镇永利工业园内永顺路1至35号连片区域，罗客村，永盛广场金达路5号信之朗五金厂，金广路68号新盈富利工业区C1车间众诚五金电镀厂、B7车间顺益厂、饭堂，金盛大道舒畅公寓及爱心公寓，七甲村聚隆公寓，七甲村超群公寓，东围村竹洞窦鸿秋五金厂；管控区：金利镇金盛大桥以西至茅湾村的茅湾电镀厂片区、永利工业园片区和罗客村周边片区；防范区：除上述划定为封控区和管控区之外的金利镇其余区域[50]。
- 自4月11日零时起，金利镇封控区[註 6]和部分管控区[註 7]的管理予以解除[51]。
- 自4月13日零时起，解除金利镇剩下的所有管控区（金利镇金盛大桥以西至茅湾村的茅湾电镀厂片区）和防范区（金利镇除管控区以外的所有区域）的管理，全面恢复疫情防控常态化管理[52]。这也意味着，肇庆本次聚集性疫情正式结束。

#### 核酸检测
- 为有效阻断疫情传播，自3月27日23时开始，肇庆市端州区闻令而动，在城东、城西、黄岗、睦岗四个街道设立了多个临时核酸采样点，连夜对重点人员开展核酸检测。[53]
- 从3月30日21时起，肇庆市高要区金利镇域范围内人员按照“应检必检，不落一人”的要求，分片区和网格在指定地点开展全员核酸检测，完成各轮次核酸检测工作。[54][55]

#### 日常生活
- 从3月28日起，除河台镇、乐城镇、水南镇、禄步镇、小湘镇，全体在高要人员近期暂不离开高要区域，如因要事确需离开高要，须提供24小时内有效核酸检测阴性证明。[56]
- 据央视新闻报道，3月28日起，高要粤运汽车站暂停营运，所有班次停止发班和停止售票；肇庆市公共汽车有限公司7条公交线路临时停运，4条公交线路运行站点临时调整；高要公共汽车分公司属下所有公交线路以及镇村通班线暂停营运，以上线路具体恢复时间另行通知。如旅客已经购票，等复运后再进行全额免费退款[57]。
- 3月28日，肇庆当地著名平面媒体——西江日报社记者走访肇庆市中医院、华佗医院、邦健医药等重点场所，看到医院严守入门关口，采取错峰、分流等措施严格把控入场人员数量，避免人群聚集。同时药店也严格落实进店人员测温、扫码等检查工作，严守疫情防控安全防线。[58]
- 3月29日，肇庆市高要区新型冠状病毒肺炎疫情防控指挥部办公室发出通告，要求在高要区人员非必要不离开肇庆。确需离肇者，从即日起，需持有48小时核酸检测阴性报告方可离肇。离肇过程中要全程做好个人防护，到达目的地后要第一时间主动向目的地所在村居（社区）报到并落实疫情防控健康监测，同时，服从当地管理。如未按要求持48小时核酸阴性报告离肇者，因自身健康引发外地疫情传播或造成传播风险的，将依法严肃追究法律责任[57]。
- 3月29日，肇庆市端州区新型冠状病毒肺炎疫情防控指挥部办公室发出通告，要求3月23日以来（含23日）曾到过肇庆泓强康复医院的市民群众，在做好个人防护前提下，主动向所在社区报备，并按指引完成“四个一”（发放一份健康告知书，开展一次健康问询，查验一次健康码，开展一次核酸检测）及14天自我健康监测的健康管理措施。若出现发热、咳嗽等新冠肺炎十大症状，则需及时到发热门诊就医[59][60]。
- 4月1日，肇庆市新型冠状病毒肺炎疫情防控指挥部办公室发出《关于清明节假期在肇人员出行的通告》，规定在2022年清明节假期内，高要辖区人员严格限制离肇，其他县（市、区）人员非必要不离肇，确需离肇的须持48小时内核酸检测阴性证明，并在到达目的地后第一时间主动向当地社区（村居）报备，配合落实健康监测管理。[61]

#### 行政工作
- 自3月27日起，面对当前严峻的疫情防控形势，肇庆市高要区市场监管局坚决贯彻落实区委、区政府工作部署，迅速吹响“集结号”，组织全体工作人员立马奔赴全区各乡镇农贸市场、冷链食品、药店、酒吧、餐饮店等重点场所疫情防控战线，并提醒各位相关经营者（又称“老板”或“法定代表人”）做好明码标价，严禁哄抬物价、价格欺诈等价格违法行为，确保市场平稳有序。[62]
- 3月27日，肇庆市新冠肺炎防控领导小组（指挥部）召开会议，深入学习贯彻习近平总书记关于疫情防控工作的重要指示精神，分析研究当前我市疫情防控形势，就打赢打好当前疫情歼灭战进行部署落实。肇庆市委书记、市疫情防控指挥部总指挥张爱军，市长、市疫情防控指挥部常务副总指挥许晓雄出席会议并讲话。[63][64]
- 3月28日，肇庆市新冠肺炎防控领导小组（指挥部）召开视频调度会，深入学习贯彻习近平总书记关于疫情防控工作的重要指示精神，分析研判当前我市疫情防控形势，就全面加强疫情防控、迅速做好疫情处置工作进行部署落实。广东省卫健委党组书记、主任朱宏到会指导，肇庆市委书记、市疫情防控指挥部总指挥张爱军主持会议，市长、市疫情防控指挥部常务副总指挥许晓雄在高要区金利镇分会场参加会议。[65]
- 3月29日，按照广东省委、省政府工作部署，副省长张新到肇庆指导疫情处置工作并召开视频调度会，深入学习贯彻习近平总书记关于疫情防控工作的重要指示精神，分析研究当前疫情防控形势，对下一步工作进行部署落实。省卫健委党组书记、主任朱宏，市委书记、市疫情防控指挥部总指挥张爱军，市长、市疫情防控指挥部常务副总指挥许晓雄参加会议。[66]
- 在肇庆本轮疫情爆发之际，肇庆市公安局高要分局在开展疫情防控工作中，全体民辅警逆行而上，全力以赴，日夜奋战，用忠诚与奉献筑起了一道抗击疫情的坚固防线。[67]在这期间，高要人民群众也纷纷向坚守在战疫一线的民警辅警送上爱心、送上温暖。[68]
- 3月31日，在高要区金利镇全域由防范区调整为管控区的第一天，肇庆市市长、市疫情防控指挥部常务副总指挥许晓雄在金利镇实地督导检查疫情防控工作。[69]
- 4月1日，肇庆市市长、市疫情防控指挥部常务副总指挥许晓雄在高要区金利镇主持召开疫情防控研判会。[70]
- 4月2日，肇庆市委书记、市疫情防控指挥部总指挥张爱军以视频连线的方式，对新冠肺炎救治定点医院、集中隔离酒店开展检查慰问，代表市委、市政府向全市奋战在抗疫一线的医护人员和干部职工表示诚挚感谢和崇高敬意。[71]
- 4月2日，肇庆市市长、市疫情防控指挥部常务副总指挥许晓雄在高要区金利镇督导检查疫情防控措施落实情况，强调要深入学习贯彻习近平总书记关于疫情防控工作的重要指示精神，贯彻落实广东省委、省政府部署要求，认真按照市委工作部署，全力抓好疫情防控各项工作，尽快实现疫情见底清零、动态清零，坚决打赢疫情防控整体战、防御战、歼灭战。[72]
- 4月4日，肇庆市新型冠状病毒肺炎疫情防控指挥部发出了《致参与抗疫一线工作者的一封信》[73]。

#### 司法工作
- 在肇庆本轮疫情爆发之际，肇庆法院严格落实疫情防控有关要求，组织干警积极投身疫情防控志愿服务工作，在疫情防控工作中贡献了法院力量，彰显了法院人应有的担当。3月27日，肇庆市高要区人民法院积极响应高要区疫情防控工作号召，组织全院干警投身防控一线。高要法院在发出这一声号召之后，全院党员干部迅速集结首批20多人的党员志愿者队伍，分别奔赴高要南岸街道三个核酸检测点协助做好核酸检测工作，为高要疫情防控工作贡献法院力量。[74]

#### 通信保障
- 3月27日，面对这一次突发的疫情，中国电信高要分公司迅速响应，主动担当，争分夺秒奔赴抗疫一线，火线支撑疫情通信保障。[75]
- 3月27日，面对这一次突发的疫情，中国移动肇庆分公司迅速吹响战疫“集结号”，全力以赴做好疫情防控通信服务保障，助力打赢疫情防控阻击战。[76]

#### 社会捐赠
- 3月30日，广东温氏乳业有限公司向肇庆市红十字会捐赠2450箱牛奶，价值12万余元；向肇庆市高新区疫情防控办捐赠了500箱牛奶，用于支持肇庆一线抗疫人员共战疫情。[77]
- 4月2日上午，在本土疫情防控关键时刻，河台镇佛仔爷建材加工厂向河台镇驰援金利镇抗疫前线的党员志愿者们捐赠防护服、消毒液等价值3万元的防疫物资，用实际行动助力一线抗疫。[78]

#### 外地支援
- 3月28日，西江日报社记者从佛山市驻肇庆市帮扶指挥部获悉，目前已有一批价值23万元的防疫物资（包括医用防护服2000件、隔离衣2000件、隔离面罩2000个、医用外科口罩5万个、N95口罩2400个、外科手套2000双、防护眼罩2000个、免洗洗手液500瓶、84消毒液60桶等）运抵肇庆，正投入到抗疫工作中去。与此同时，中国电信佛山分公司还捐赠了价值1.3万元的30顶帐篷来支援肇庆[79]。
- 4月1日，肇庆市鼎湖区莲花镇迎来由佛山市三水区芦苞镇人民政府捐赠的总价值约5万余元医疗物资，包括医用防护口罩、防护服[80]。

#### 其他方面

##### 广东理工学院的防疫工作
- 3月27日，面对广东理工学院高要校区周边金利镇突发疫情，该校高度重视防控工作，在党委书记张东生的带领下，疫情防控专班组领导迅速下沉一线，靠前检查、部署防疫工作[81]。
- 3月29日上午，广东理工学院党委书记张东生、疫情防控专班组领导及相关部门负责人再次下沉一线，巡视各防控重点区域，确保防疫工作不留死角死点，全力保障学校安全稳定和师生健康[82]。
- 3月30日，广东理工学院发出通告，调整该校2022年清明节假期时间[註 8][83]。
- 4月2日上午，肇庆市高要区卫生健康局、高要区人民医院组织80多名医护人员在广东理工学院内的3个标准化采样场开展核酸检测工作[84]。

##### 广东工商职业技术大学的防疫工作
- 4月2日上午和4月6日下午，广东工商职业技术大学分别召开了第一次[85]、第二次[86]全校全员核酸检测。这两次全校全员核酸检测的布置会议分别在4月1日下午[87]和4月5日下午[88]进行。
- 4月6日上午，广东工商职业技术大学在该校行政楼一楼会议室召开疫情防控工作专班会议，对春季开学以来的校园疫情防控工作进行了总结，并对近期的校园疫情防控工作进行了部署[89]。